# Atrek
Atrek (pers. ‏اترک‎, turkm. Etrek) – rzeka w północno-wschodnim Iranie i południowo-zachodnim Turkmenistanie. Jej długość wynosi 669 km, a jej dorzecze zajmuje powierzchnię 27,3 tys. km².
Jej źródła znajdują się na południowych stokach gór Köpetdag, niedaleko miasta Ghuczan. Płynie w kierunku zachodnim wzdłuż południowo-zachodnich stoków tych gór. W dolnym biegu ma charakter rzeki okresowej i tylko przy wysokich stanach wód uchodzi do Morza Kaspijskiego. W dolnym biegu rzeka Atrek stanowi granicę między Iranem a Turkmenistanem. Zgodnie z postanowieniem z 1926 Turkmenistan może wykorzystywać 50% zasobów wodnych rzeki, głównie do nawadniania.